# Zawady (rejon żółkiewski)
 Zawady (ukr. Завади) – wieś na Ukrainie w rejonie lwowskim (wcześniej w rejonie żółkiewskim) obwodu lwowskiego.

## Historia
Pod koniec XIX w. część wsi Glińsko w powiecie żółkiewskim.